# Liste de corps allemands de la Seconde Guerre mondiale
Cette liste ne traite donc que d'unités de la Wehrmacht ayant combattu sur terre et dans les airs de 1939 à 1945.

## Corps d'armée(s)

### Corps d'infanterie

#### I - IX
- 1er corps d'armée (Allemagne) - I. Armeekorps
- 2e corps d'armée (Allemagne) - II. Armeekorps
- 3e corps d'armée (Allemagne) - III. Armeekorps
- 4e corps d'armée (Allemagne) - IV. Armeekorps
- 5e corps d'armée (Allemagne) - V. Armeekorps
- 6e corps d'armée (Allemagne) - VI. Armeekorps
- 7e corps d'armée (Allemagne) - VII. Armeekorps
- 8e corps d'armée (Allemagne) - VIII. Armeekorps
- 9e corps d'armée (Allemagne) - IX. Armeekorps

#### X - XIX
- 10e corps d'armée (Allemagne) - X. Armeekorps
- 11e corps d'armée (Allemagne) - XI. Armeekorps
- 12e corps d'armée (Allemagne) - XII. Armeekorps
- 13e corps d'armée (Allemagne) - XIII. Armeekorps
- 14e corps d'armée (Allemagne) - XIV. Armeekorps
- 15e corps d'armée (Allemagne) - XV. Armeekorps
- 16e corps d'armée (Allemagne) - XVI. Armeekorps
- 17e corps d'armée (Allemagne) - XVII. Armeekorps
- 18e corps d'armée (Allemagne) - XVIII. Armeekorps
- 19e corps d'armée (Allemagne) - XIX. Armeekorps

#### XX - XXIX
- 20e corps d'armée (Allemagne) - XX. Armeekorps
- 21e corps d'armée (Allemagne) - XXI. Armeekorps
- 22e corps d'armée (Allemagne) - XXII. Armeekorps
- 23e corps d'armée (Allemagne) - XXIII. Armeekorps
- 24e corps d'armée (Allemagne) - XXIV. Armeekorps
- 25e corps d'armée (Allemagne) - XXV. Armeekorps
- 26e corps d'armée (Allemagne) - XXVI. Armeekorps
- 27e corps d'armée (Allemagne) - XXVII. Armeekorps
- 28e corps d'armée (Allemagne) - XXVIII. Armeekorps
- 29e corps d'armée (Allemagne) - XXIX. Armeekorps

#### XXX - XXXIX
- 30e corps d'armée (Allemagne) - XXX. Armeekorps
- 31e corps d'armée (Allemagne) - XXXI. Armeekorps
- 32e corps d'armée (Allemagne) - XXXII. Armeekorps
- 33e corps d'armée (Allemagne) - XXXIII. Armeekorps
- 34e corps d'armée (Allemagne) - XXXIV. Armeekorps
- 35e corps d'armée (Allemagne) - XXXV. Armeekorps
- 36e corps d'armée (Allemagne) - XXXVI. Armeekorps
- 37e corps d'armée (Allemagne) - XXXVII. Armeekorps
- 38e corps d'armée (Allemagne) - XXXVIII. Armeekorps
- 39e corps d'armée (Allemagne) - XXXIX. Armeekorps

#### XXXX - XXXXIX
- 40e corps d'armée (Allemagne) - XXXX. Armeekorps
- 41e corps d'armée (Allemagne) - XXXXI. Armeekorps
- 42e corps d'armée (Allemagne) - XXXXII. Armeekorps
- 43e corps d'armée (Allemagne) - XXXXIII. Armeekorps
- 44e corps d'armée (Allemagne) - XXXXIV. Armeekorps
- 45e corps d'armée (Allemagne) - XXXXV. Armeekorps (?)
- 46e corps d'armée (Allemagne) - XXXXVI. Armeekorps
- 47e corps d'armée (Allemagne) - XXXXVII. Armeekorps
- 48e corps d'armée (Allemagne) - XXXXVIII. Armeekorps
- (49e corps d'armée de montagne (Allemagne) - XXXXIX. Armeekorps ci-après)

#### L - LIX
- 50e corps d'armée (Allemagne) - L. Armeekorps
- 51e corps d'armée (Allemagne) - LI. Armeekorps
- 52e corps d'armée (Allemagne) - LII. Armeekorps
- 53e corps d'armée (Allemagne) - LIII. Armeekorps
- 54e corps d'armée (Allemagne) - LIV. Armeekorps
- 55e corps d'armée (Allemagne) - LV. Armeekorps
- 56e corps d'armée (Allemagne) - LVI. Armeekorps
- 57e corps d'armée (Allemagne) - LVII. Armeekorps
- 58e corps d'armée (Allemagne) - LVIII. Armeekorps
- 59e corps d'armée (Allemagne) - LIX. Armeekorps

#### LX - LXIX
- 60e corps d'armée (Allemagne) - LX. Armeekorps
- 61e corps d'armée (Allemagne) - LXI. Armeekorps
- 62e corps d'armée (Allemagne) - LXII. Armeekorps
- 63e corps d'armée (Allemagne) - LXIII. Armeekorps
- 64e corps d'armée (Allemagne) - LXIV. Armeekorps
- 65e corps d'armée (Allemagne) - LXV. Armeekorps
- 66e corps d'armée (Allemagne) - LXVI. Armeekorps
- 67e corps d'armée (Allemagne) - LXVII. Armeekorps
- 68e corps d'armée (Allemagne) - LXVIII. Armeekorps
- 69e corps d'armée (Allemagne) - LXIX. Armeekorps

#### LXX - LXXIX
- 70e corps d'armée (Allemagne) - LXX. Armeekorps
- 71e corps d'armée (Allemagne) - LXXI. Armeekorps
- 72e corps d'armée (Allemagne) - LXXII. Armeekorps
- 73e corps d'armée (Allemagne) - LXXIII. Armeekorps
- 74e corps d'armée (Allemagne) - LXXIV. Armeekorps
- 75e corps d'armée (Allemagne) - LXXV. Armeekorps
- 76e corps d'armée (Allemagne) - LXXVI. Armeekorps
- 77e corps d'armée (Allemagne) - LXXVII. Armeekorps
- 78e corps d'armée (Allemagne) - LXXVIII. Armeekorps
- 79e corps d'armée (Allemagne) - LXXIX. Armeekorps

#### LXXX - LXXXIX
- 80e corps d'armée (Allemagne) - LXXX. Armeekorps
- 81e corps d'armée (Allemagne) - LXXXI. Armeekorps
- 82e corps d'armée (Allemagne) - LXXXII. Armeekorps
- 83e corps d'armée (Allemagne) - LXXXIII. Armeekorps
- 84e corps d'armée (Allemagne) - LXXXIV. Armeekorps
- 85e corps d'armée (Allemagne) - LXXXV. Armeekorps
- 86e corps d'armée (Allemagne) - LXXXVI. Armeekorps
- 87e corps d'armée (Allemagne) - LXXXVII. Armeekorps
- 88e corps d'armée (Allemagne) - LXXXVIII. Armeekorps
- 89e corps d'armée (Allemagne) - LXXXIX. Armeekorps

#### LXXXX -
- 90e corps d'armée (Allemagne) - LXXXX. Armeekorps
- 91e corps d'armée (Allemagne) - LXXXXI. Armeekorps
- 97e corps d'armée (Allemagne) - LXXXXVII. Armeekorps
- 101e corps d'armée (Allemagne) - CI. Armeekorps

#### Par nom
- Corps Lombardia -	Korps Lombardia
- Corps d'armée Merker - Armeekorps Merker
- Corps Scheele - Korps Scheele

### Corps motorisés
- 3e corps motorisé - III. Armeekorps (Mot.)
- 14e corps motorisé - XIV. Armeekorps (Mot.)
- 15e corps motorisé - XV. Armeekorps (Mot.)
- 16e corps motorisé - XVI. Armeekorps (Mot.)
- 19e corps motorisé - XIX. Armeekorps (Mot.)
- 22e corps motorisé - XXII. Armeekorps (Mot.)
- 37e corps motorisé - XXXVII. Armeekorps (Mot.)
- 38e corps motorisé - XXXVIII. Armeekorps (Mot.)
- 39e corps motorisé - XXXIX. Armeekorps (Mot.)
- 40e corps motorisé - XXXX. Armeekorps (Mot.), en fait le même 40e corps d'armée - XXXX. Armeekorps que précédemment, devenu le 40e corps de blindés - XXXX. Panzerkorps ci-après
- 41e corps motorisé - XXXXI. Armeekorps (Mot.), également le même 41e corps d'armée - XXXXI. Armeekorps que précédemment, devenu le 41e corps de blindés - XXXXI. Panzerkorps ci-après
- 46e corps motorisé - XXXXVI. Armeekorps (Mot.), le même 46e corps d'armée - XXXXVI. Armeekorps que précédemment, devenu le 46e corps de blindés - XXXXVI. Panzerkorps ci-après
- 56e corps motorisé - LVI. Armeekorps (Mot.)
- 57e corps motorisé - LVII. Armeekorps (Mot.)

### Corps de blindés
- 3e corps de blindés - III. Panzerkorps
- 4e corps de blindés - IV. Panzerkorps
- 7e corps de blindés - VII. Panzerkorps
- 14e corps de blindés - XIV. Panzerkorps
- 38e corps de blindés - XXXVIII. Panzerkorps
- 39e corps de blindés - XXXIX. Panzerkorps
- 40e corps de blindés - XXXX. Panzerkorps
- 41e corps de blindés - XXXXI. Panzerkorps
- 46e corps de blindés - XXXXVI. Panzerkorps
- 47e corps de blindés - XXXXVII. Panzerkorps
- 48e corps de blindés - XXXXVIII. Panzerkorps
- 56e corps de blindés - LVI. Panzerkorps
- 57e corps de blindés - LVII. Panzerkorps
- 76e corps de blindés - LXXVI. Panzerkorps
- Corps de blindés Feldherrnhalle - Panzerkorps Feldherrnhalle
- Corps de blindés Großdeutschland - Panzerkorps Grossdeutschland

### Corps de montagne
- 5e corps de montagne - V. Gebirgskorps
- 15e corps de montagne - XV. Gebirgskorps
- 17e corps de montagne - XVII. Gebirgskorps
- 18e corps de montagne - XVIII. Gebirgskorps
- 19e corps de montagne - XIX. Gebirgskorps
- 21e corps de montagne - XXI. Gebirgskorps
- 22e corps de montagne - XXII. Gebirgskorps
- 36e corps de montagne - XXXVI. Gebirgskorps
- 49e corps de montagne - XXXXIX. Gebirgskorps
- 51e corps de montagne - LI. Gebirgskorps
- 59e corps de montagne - LXIX. Gebirgskorps
- 87e corps de montagne - LXXXVII. Gebirgskorps
- Corps norvégien de montagne - Gebirgskorps Norwegen

### Corps de réserve
- 61e corps de réserve - LXI. Reservekorps
- 62e corps de réserve - LXII. Reservekorps
- 64e corps de réserve - LXIV. Reservekorps
- 66e corps de réserve - LXVI. Reservekorps
- 67e corps de réserve - LXVII. Reservekorps
- 69e corps de réserve - LXIX. Reservekorps
- 58e corps de blindés de réserve - LVIII. Reserve-Panzerkorps

### Divers corps
- Afrika Korps
- 1er corps de cavalerie - I. Kavallerie-Korps
- 1er corps de police militaire - I. Feldgendarmerie-Korps
- 2e corps de police militaire - II. Feldgendarmerie-Korps
- 3e corps de police militaire - III. Feldgendarmerie-Korps

## Waffen SS(Schutzstaffel)

### Corps d'infanterie SS
- 6e corps d'armée SS - VI. SS-Armeekorps
- 10e corps d'armée SS - X. SS-Armeekorps
- 11e corps d'armée SS - XI. SS-Armeekorps
- 12e corps d'armée SS - XII. SS-Armeekorps
- 13e corps d'armée SS - XIII. SS-Armeekorps
- 14e corps d'armée SS - XIV. SS-Armeekorps
- 16e corps d'armée SS - XVI. SS-Armeekorps
- 18e corps d'armée SS - XVIII. SS-Armeekorps

### Corps de blindés SS
- 1er SS-Panzerkorps  - I. SS-Panzerkorps
- 2e SS-Panzerkorps - II. SS-Panzerkorps
- 3e SS-Panzerkorps - III. SS-Panzerkorps
- 4e SS-Panzerkorps - IV. SS-Panzerkorps
- 7e SS-Panzerkorps - VII. SS-Panzerkorps

### Corps de montagne SS
- 5e corps SS de montagne - V. SS-Freiwilligen-Gebirgskorps
- 9e corps SS de montagne (Croate) - IX. Waffen-Gebirgskorps der SS (Kroatisches)

### Corps de cavalerie SS
- 15e corps SS de cavalerie cosaque - XV. SS-Kosaken-Kavalerie-Korps

## Luftwaffe

### Corps aérien - Fliegerkorps
- 1er Corps aérien - I. Fliegerkorps
- 2e Corps aérien - II. Fliegerkorps
- 3e Corps aérien - III. Fliegerkorps
- 4e Corps aérien - IV. Fliegerkorps
- 5e Corps aérien - V. Fliegerkorps
- 8e Corps aérien - VIII. Fliegerkorps
- 9e Corps aérien - IX. Fliegerkorps
- 10e Corps aérien - X. Fliegerkorps
- 11e Corps aérien - XI. Fliegerkorps
- 12e Corps aérien - XII. Fliegerkorps
- 13e Corps aérien - XIII. Fliegerkorps
- 14e Corps aérien - XIV. Fliegerkorps
- Corps aérien Tunis - Fliegerkorps Tunis

### Corps de chasse aérienne - Jagdkorps
- 1er Corps de chasse aérienne - I. Jagdkorps
- 2e Corps de chasse aérienne - II. Jagdkorps

### Corps de la défense anti-aérienne - Flakkorps
- 1er corps de la défense anti-aérienne - I. Flakkorps
- 2e corps de la défense anti-aérienne - II. Flakkorps
- 3e corps de la défense anti-aérienne - III. Flakkorps
- 4e corps de la défense anti-aérienne - IV. Flakkorps
- 5e corps de la défense anti-aérienne - V. Flakkorps
- 6e corps de la défense anti-aérienne - VI. Flakkorps

### Corps de parachutistes -Fallschirmjäger
- 1er Corps de parachutiste - I. Fallschirmkorps
- 2e Corps de parachutiste - II. Fallschirmkorps
- Corps de blindés de parachutistes Hermann Göring - Fallschirm-Panzerkorps Hermann Göring

### Corps de campagne
- 1er Corps de campagne de la Luftwaffe - I. Luftwaffen-Feldkorps
- 2e Corps de campagne de la Luftwaffe - II. Luftwaffen-Feldkorps
- 3e Corps de campagne de la Luftwaffe - III. Luftwaffen-Feldkorps
- 4e Corps de campagne de la Luftwaffe - IV. Luftwaffen-Feldkorps